# Peter Koelemeijer

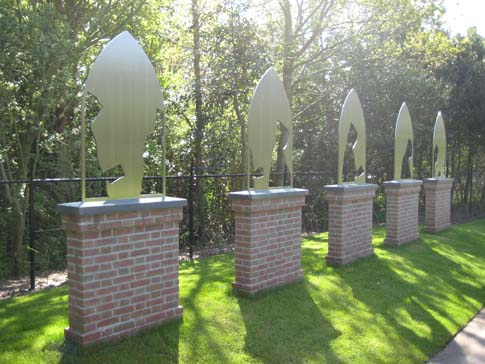
Kloostergang, Abdij van Egmond (2008)

Petrus Jozef Maria (Peter) Koelemeijer (Hoogwoud, 6 maart 1953) is een Nederlandse schilder, graficus, en beeldhouwer.

## Leven en werk
Koelemeijer is in West-Friesland actief in de ondersteuning van beeldende kunst en kunstenaars, onder andere bij de Hoornse kunstenaarsvereniging.
Mens en natuur staan centraal in het werk van Koelemeijer, vaak in geabstraheerde vorm. Hij werkt met de materialen hout, steen en staal. Naast werk in opdracht, maakt hij vrij werk en grafmonumenten. Sinds 1983 exposeert Koelemeijer geregeld, onder meer bij Arti et Amicitiae in Amsterdam (1983), het Stedelijk Museum, Alkmaar (1987), Der Aa Kerk, Groningen (1991), de Boterhal, Hoorn (1994, 2006, 2009), het Westfriesgasthuis in Hoorn (2010), Kunstenaarscentrum Bergen (2011), Het Glazen Huis, Amstelpark, Amsterdam (2011), Fertile Soil, Popup Museum EXPOOST, Hoorn (2018), Fertile Soil, Schloss Evenburg, Leer, Duitsland (2018), Fertile Soil, Oude Bildtdijk, in het kader van "Leeuwarden Culturele hoofdstad Europa" (2018), Galerie De Ploegh, Amersfoort (2019).

## Werken in de openbare ruimte (selectie)
- Beeld "Poort" aan de Westerhaven, Hoorn (1992)
- Beeld, Rijsenhout (1995)
- What about the cows, installatie langs de A7, Wognum (1996)
- De entrees van het Koningin Emma Park, Medemblik (2006/2007)
- Kloostergang, monument voor de Abdij van Egmond (2008)
- Beeld voor dorpshuis De Brink, Obdam (2009)
- Entree voor het Westereiland, Medemblik (2009)
- Herdenkingsmonument voor de in 1943 gevallen vliegeniers van Lancaster ED 569, Wognum (2010)
- Herdenkingsmonument voor twee geallieerde vliegeniers WOII, Abbekerk (2014)